# Strălucirea (roman)
Strălucirea (engleză The Shining) este un roman de groază din 1977 scris de autorul american Stephen King. Titlul a fost inspirat de melodia lui John Lennon Instant Karma!, care conține versul We all shine on…. Cartea a fost adaptată în 1997 într-o miniserie de televiziune cu același nume. În 1980 a fost produs un film de lung metraj cu același nume în regia lui Stanley Kubrick.
Romanul are loc în Colorado și a fost scris în Boulder, Colorado unde King a locuit mai puțin de un an, începând din toamna anului 1974.